# Сальвинорин A
Сальвинорин А — транс-неоклеродановый дитерпеноид, химическая формула C23H28O8. Является психоактивным веществом.
Содержится в растении под названием шалфей предсказателей (сальвия, лат. Salvia divinorum).

## Химия
Сальвинорин А представляет собой молекулу неоклеродана, насыщенного кислородом циклического дитерпеноида. Он содержит четыре изопреновые группы, связанные с его насыщенными кислородом полициклическими кольцами. Сальвинорин А уникален тем, что не является алкалоидом; он не содержит атомов азота, в отличие от почти всех известных классических, природных или синтетических галлюциногенов, и как следствие не может быть получен в виде соли.

## Фармакология
Сальвинорин А является мощным агонистом опиоидных рецепторов. Он не оказывает никакого влияния на рецептор 5-HT2A в отличие от психоделиков, и также не оказывает никакого влияния на NMDA-рецептор в отличие от диссоциативов. И в отличие от традиционных опиоидных агонистов, Сальвинорин А нацелен на k-опиоидные рецепторы, а не μ-опиоидные рецепторы.
Сальвинорин А также действует как мощный агонист D2 рецептора, который может быть частично ответственен за его галлюцинаторные эффекты.

## Исследования
В настоящее время ведутся исследования Сальвинорина А и некоторых его аналогов как потенциальных препаратов в лечении зависимостей.

## Запрет
С 31 декабря 2009 года в России Сальвинорин А входит в Список I Перечня наркотических средств, психотропных веществ и их прекурсоров, подлежащих контролю в Российской Федерации (оборот запрещён).